# 黃漢良
黃漢良（？—1645年），字翰伯，福州府閩縣人，明朝、南明軍事人物。

## 生平
黃漢良早年事蹟不詳，崇禎末年發現世事日非，因此發憤希望報國。岳父陳廷對任職總兵，故黃漢良學習到用兵謀略，又結交不少英勇健兒。北京失陷，他持劍拜見張肯堂請求勤王，於是接受命令招募勇士，不夠十天就帶著三千人，包括佐兵洪日新、謝登雲北上勤王。途中得知弘光帝繼位，下詔讓他駐守鎮江，很快改為守圌山。清兵南下，洪日新奉命離開圌山支援，靠近清河口，但戰敗而奔向常州。黃漢良右腿中箭，退守夏港，士兵用船載他到常州，途中收留散兵千多人，號稱「福義營」。洪日新戰敗，黃漢良未能繼續支撐，和漳州李翼明五千人到達杭州。隆武帝即位，他赴福京服罪，獲留任金吾衛，調任副元帥鄭彩部下出兵杉關，因為箭瘡爆裂而死。臨死前，他和兒子說：「我束髮受書，立志報效朝廷，壯丁國難。在南京時，曾想過用小城圖謀恢復，這樣就完了。」說完就去世。

## 引用
1. 1 2  錢海岳《南明史·卷四十九·列傳第二十五》：黃漢良，字翰伯，閩縣人。崇禎末，世事日非，朝夕奮發思報國。時妻父陳廷對官總兵，因通韜畧，傾心交結健兒。及北京亡，仗劍謁張肯堂，請勤王，受命招勇，未浹旬，領三千人佐兵洪日新、謝登雲北上勤王。中道安宗立，詔駐鎮江，尋守圌山。
2. ↑  錢海岳《南明史·卷四十九·列傳第二十五》：及清兵南下，日新奉命拔壘進援，薄清河口，兵敗走常州。右足中矢，退夏港，戍兵以舟載之常州，途收散兵千人，號福義營。日新敗，漢良不支，獨與漳州李翼明五千人達杭州。紹宗即位，囚服泥首詣闕致軍政，部議留金吾衛。又調副鄭彩出杉關，箭瘡裂死。臨危與子曰：「束髮受書，志報朝廷，壯丁國難。當南京時，思成一障圖恢復，今已矣。」乃卒。